# خوسيه ماريا فرانكو
خوسيه ماريا فرانكو (بالإسبانية: José María Franco)‏ (28 سبتمبر 1933 بمونتفيدو في الأوروغواي - ) هو لاعب كرة قدم أوروغواني في مركز الهجوم. شارك مع منتخب الأوروغواي تحت 23 سنة لكرة القدم ومنتخب الأوروغواي لكرة القدم. أما مع النوادي، فقد لعب مع بنيارول وريفر بليت وسانتياغو واندررز ونادي إيميلك ونادي تورينو ونادي دانوبيو وسنترال إسبانيول وجوفينتود وسنترو أتلتيكو فينكس ‏.

## وصلات خارجية
- خوسيه ماريا فرانكو على موقع قاعدة بيانات كرة القدم.إي يو (الإنجليزية)
- خوسيه ماريا فرانكو على موقع ناشيونال فوتبول تيمز (الإنجليزية)
- خوسيه ماريا فرانكو على موقع Soccerway.com (الإنجليزية)